# Le Ménil-Guyon
Le Ménil-Guyon ist eine Gemeinde im französischen Département Orne in der Normandie. Sie gehört zum Arrondissement Alençon und zum Kanton Écouves. An der östlichen Gemeindegrenze verlaufen das Flüsschen Tanche und dessen Zufluss Vaudon. Nachbargemeinden sind Trémont im Nordwesten, Le Chalange im Nordosten, Montchevrel im Südosten und Boitron im Südwesten.

## Bevölkerungsentwicklung
| Jahr      | 1962 | 1968 | 1975 | 1982 | 1990 | 1999 | 2008 | 2015 |
| --------- | ---- | ---- | ---- | ---- | ---- | ---- | ---- | ---- |
| Einwohner | 98   | 76   | 92   | 85   | 99   | 87   | 83   | 83   |